# Самгурали
„Самгурали“ (на грузински: ს.კ. სამგურალი წყალტუბო) е професионален футболен отбор от град Цхалтубо, провинция Имеретия, Грузия. Участник в Еровнули лигата – най-високото ниво на грузинския клубен футбол.

## История
Клубът е основан през 1945 г. като ФК „Медик“. Играе домакинските си мачове на стадион „26 май“, който е предназначен за 12 000 (3500 седящи) места. Първото си участие в Суперлигата прави през 2020 година. Трикратен шампион на Грузинска ССР, когато носи името „Шадревани“.
Дебют в евротурнирите прави за Лига Европа през 2010/11 срещу „Анортозис“ (Кипър), където след разменени победи отпада в втория квалификационен кръг – 2:0, 0:3 (2:3).

## Успехи
СССР ( Грузинска ССР)
- Шампионат на Грузинска ССР
  -  Победител (3): 1983, 1985, 1989
- Купа на Грузинска ССР
  -  Финалист (2): 1988, 1989

  Грузия
- Еровнули лига
  - 4-то (1): 2022
- Купа Давид Кипиани:
  -  Носител (3): 2010/11, 2020, 2021
- Първа лига
  -  Победител (1): 1996
  -  2-ро място (3): 1997, 2004, 2020
  -  3-то място (1): 2001